# Cúp bóng đá Đức 2025–26
Cúp bóng đá Đức 2025–26 (tiếng Đức: DFB Pokal 2025–26) là mùa giải thứ 83 của giải đấu cúp bóng đá Đức thường niên. Có 64 đội tham gia giải đấu, bao gồm tất cả các đội từ Bundesliga năm trước và 2. Bundesliga. Giải đấu bắt đầu vào ngày 15 tháng 8 năm 2025 với vòng đầu tiên trong số sáu vòng và sẽ kết thúc vào ngày 23 tháng 5 năm 2026 với trận chung kết tại Olympiastadion ở Berlin, một địa điểm trung lập về danh nghĩa, nơi đã tổ chức các trận chung kết kể từ năm 1985. DFB-Pokal được coi là danh hiệu câu lạc bộ quan trọng thứ hai trong bóng đá Đức sau chức vô địch Bundesliga. DFB-Pokal do Hiệp hội bóng đá Đức (DFB) điều hành.
VfB Stuttgart đang là đương kim vô địch giải đấu.
Đội vô địch DFB-Pokal sẽ giành được quyền tự động tham dự vòng đấu hạng UEFA Europa League 2026–27. Nếu họ đã đủ điều kiện tham dự UEFA Champions League thông qua vị trí tại Bundesliga, thì suất tham dự sẽ thuộc về đội đứng thứ sáu, và suất tham dự vòng play-off UEFA Conference League của giải đấu sẽ thuộc về đội đứng thứ bảy. Đội vô địch cũng sẽ thi đấu DFL-Supercup 2026 vào đầu mùa giải tiếp theo và sẽ đối đầu với nhà vô địch Bundesliga 2025–26.

## Các câu lạc bộ tham dự
Các đội sau đây đủ điều kiện tham gia giải đấu:
| Bundesliga 18 câu lạc bộ của mùa giải 2024–25 | 2. Bundesliga 18 câu lạc bộ của mùa giải 2024–25 | 3. Liga 4 câu lạc bộ đứng đầu của mùa giải 2024–25 |
| - FC Augsburg - Union Berlin - VfL Bochum - Werder Bremen - Borussia Dortmund - Eintracht Frankfurt - SC Freiburg - 1. FC Heidenheim - TSG Hoffenheim - Holstein Kiel - RB Leipzig - Bayer Leverkusen - Mainz 05 - Borussia Mönchengladbach - Bayern Munich - FC St. Pauli - VfB Stuttgart - VfL Wolfsburg | - Eintracht Braunschweig - Hertha BSC - Darmstadt 98 - Fortuna Düsseldorf - SV Elversberg - Greuther Fürth - Hamburger SV - Hannover 96 - 1. FC Kaiserslautern - Karlsruher SC - 1. FC Köln - 1. FC Magdeburg - Preußen Münster - 1. FC Nürnberg - SC Paderborn - Jahn Regensburg - Schalke 04 - SSV Ulm | - Arminia Bielefeld - Dynamo Dresden - 1. FC Saarbrücken - Energie Cottbus |
| Đại diện của các hiệp hội khu vực 24 đại diện của 21 hiệp hội khu vực của DFB, đủ điều kiện (nói chung) thông qua Verbandspokal 2024–25 | | |
| Baden - SV Sandhausen Bavaria - FV Illertissen (CW) - 1. FC Schweinfurt (RB) Berlin - BFC Dynamo Brandenburg - RSV Eintracht Bremen - SV Hemelingen Hamburg - Eintracht Norderstedt Hesse - Wehen Wiesbaden                                                                                                | Hạ Rhine - Rot-Weiss Essen Hạ Sachsen - Blau-Weiß Lohne (3L/RL) - Atlas Delmenhorst (Am.) Mecklenburg-Vorpommern - Hansa Rostock Middle Rhine - Viktoria Köln Rhineland - FV Engers Saarland - FC 08 Homburg Saxony - Lokomotive Leipzig                                                                 | Saxony-Anhalt - Hallescher FC Schleswig-Holstein - VfB Lübeck South Baden - Bahlinger SC Southwest - FK Pirmasens Thuringia - ZFC Meuselwitz Westphalia - Sportfreunde Lotte (CW) - FC Gütersloh (RW) Württemberg - Sonnenhof Großaspach |

## Thể thức

### Sự tham gia
DFB-Pokal bắt đầu với vòng đấu gồm 64 đội. 36 đội của Bundesliga và 2. Bundesliga, cùng với bốn đội đứng đầu của 3. Liga tự động đủ điều kiện tham dự giải đấu. Trong số các suất còn lại, 21 suất được trao cho những đội vô địch cúp của các hiệp hội bóng đá khu vực, Verbandspokal. Ba suất còn lại được trao cho ba hiệp hội khu vực có nhiều đội nam nhất, đó là Bavaria, Lower Saxony và Westphalia. Đội nghiệp dư có thứ hạng cao nhất của Regionalliga Bayern đã được trao suất cho Bavaria. Đối với Lower Saxony, Cúp Lower Saxony được chia thành hai nhánh: một nhánh dành cho các đội 3. Liga và Regionalliga Nord, và nhánh còn lại dành cho các đội nghiệp dư. Những đội chiến thắng của mỗi nhánh đủ điều kiện. Đối với Westphalia, suất này luân phiên mỗi mùa giải giữa đội Westphalian có thứ hạng cao nhất của Regionalliga West và đội nghiệp dư có thứ hạng cao nhất của Oberliga Westfalen. Đối với DFB-Pokal 2024–25, suất này được trao cho một đội từ Oberliga. Vì mọi đội đều có quyền tham gia các giải đấu địa phương đủ điều kiện tham gia cúp liên đoàn, về nguyên tắc, mọi đội đều có thể tham gia DFB-Pokal. Các đội dự bị và các đội bóng đá kết hợp không được phép tham gia, cùng với không có hai đội nào của cùng một hiệp hội hoặc công ty.

### Bốc thăm
Việc bốc thăm cho các vòng khác nhau được tiến hành như sau:
Đối với vòng đầu tiên, các đội tham gia được chia thành hai nhóm, mỗi nhóm 32 đội. Nhóm đầu tiên bao gồm tất cả các đội đủ điều kiện thông qua các cuộc thi cúp khu vực của họ, bốn đội đứng đầu của 3. Liga và bốn đội cuối bảng của 2. Bundesliga. Mỗi đội từ nhóm này được rút thăm vào một đội từ nhóm thứ hai, bao gồm tất cả các đội chuyên nghiệp còn lại (tất cả các đội của Bundesliga và mười bốn đội 2. Bundesliga còn lại). Các đội từ nhóm đầu tiên được đặt làm đội chủ nhà trong quá trình này.
Kịch bản hai nhóm cũng sẽ được áp dụng cho vòng hai, với các đội 3. Liga và/hoặc nghiệp dư còn lại ở nhóm đầu tiên và các đội Bundesliga và 2. Bundesliga còn lại ở nhóm khác. Một lần nữa, các đội 3. Liga và/hoặc nghiệp dư sẽ đóng vai trò là chủ nhà. Tuy nhiên, lần này các nhóm sẽ không nhất thiết phải có cùng quy mô, tùy thuộc vào kết quả của vòng đầu tiên. Về mặt lý thuyết, thậm chí có thể chỉ có một nhóm, nếu tất cả các đội từ một trong các nhóm ở vòng đầu tiên đánh bại tất cả các đội khác ở nhóm thứ hai. Khi một nhóm hết, các cặp đấu còn lại sẽ được rút ra từ nhóm khác với đội được rút ra đầu tiên cho một trận đấu với tư cách là chủ nhà.
Đối với các vòng còn lại, việc bốc thăm sẽ được tiến hành từ một nhóm duy nhất. Bất kỳ đội
nào còn lại của 3. Liga và/hoặc nghiệp dư sẽ là đội chủ nhà nếu được bốc thăm đấu với một đội chuyên nghiệp. Trong mọi trường hợp khác, đội được bốc thăm đầu tiên sẽ là đội chủ nhà.

### Quy tắc trận đấu
Các đội gặp nhau trong một trận đấu mỗi vòng. Các trận đấu diễn ra trong 90 phút, với hai hiệp, mỗi hiệp 45 phút. Nếu vẫn hòa sau thời gian thi đấu chính thức, sẽ có 30 phút hiệp phụ, bao gồm hai hiệp, mỗi hiệp 15 phút. Nếu tỷ số vẫn hòa sau thời gian này, trận đấu sẽ được quyết định bằng loạt sút luân lưu. Việc tung đồng xu sẽ quyết định đội nào thực hiện quả luân lưu đầu tiên. Tối đa chín cầu thủ có thể được liệt kê trên băng ghế dự bị, trong khi được phép thay người tối đa năm lần. Tuy nhiên, mỗi đội chỉ được trao ba cơ hội để thực hiện thay người, với cơ hội thứ tư trong thời gian bù giờ, không bao gồm các lần thay người được thực hiện trong giờ nghỉ giải lao, trước khi bắt đầu hiệp phụ và vào giờ nghỉ giải lao trong hiệp phụ. Từ vòng 16 trở đi, một trợ lý trọng tài video sẽ được chỉ định cho tất cả các trận đấu DFB-Pokal. Mặc dù về mặt kỹ thuật là có thể, nhưng VAR không được sử dụng cho các trận đấu trên sân nhà của các câu lạc bộ Bundesliga trước vòng 16 để cung cấp một cách tiếp cận thống nhất cho tất cả các trận đấu.

### Đình chỉ
Nếu một cầu thủ nhận năm thẻ vàng trong giải đấu, anh ta sẽ bị đình chỉ khỏi trận đấu cúp tiếp theo. Tương tự như vậy, nhận thẻ vàng thứ hai sẽ đình chỉ cầu thủ khỏi trận đấu cúp tiếp theo. Nếu một cầu thủ nhận thẻ đỏ trực tiếp, họ sẽ bị đình chỉ tối thiểu một trận đấu, nhưng Hiệp hội bóng đá Đức có quyền tăng thời gian đình chỉ.

### Thi đấu quốc tế
Đội chiến thắng của DFB-Pokal sẽ tự động giành được suất tham dự vòng đấu loại của UEFA Europa League mùa giải tới. Nếu họ đã đủ điều kiện tham dự UEFA Champions League thông qua vị trí tại Bundesliga, thì suất này sẽ thuộc về đội đứng thứ sáu, và suất tham dự vòng play-off UEFA Conference League của giải đấu sẽ thuộc về đội đứng thứ bảy. Đội chiến thắng cũng sẽ tổ chức DFL-Supercup vào đầu mùa giải tiếp theo và sẽ đối đầu với đội vô địch Bundesliga năm trước, trừ khi cùng một đội vô địch Bundesliga và DFB-Pokal, hoàn thành cú đúp. Trong trường hợp đó, đội á quân Bundesliga sẽ giành suất và làm chủ nhà thay thế.

## Lịch thi đấu

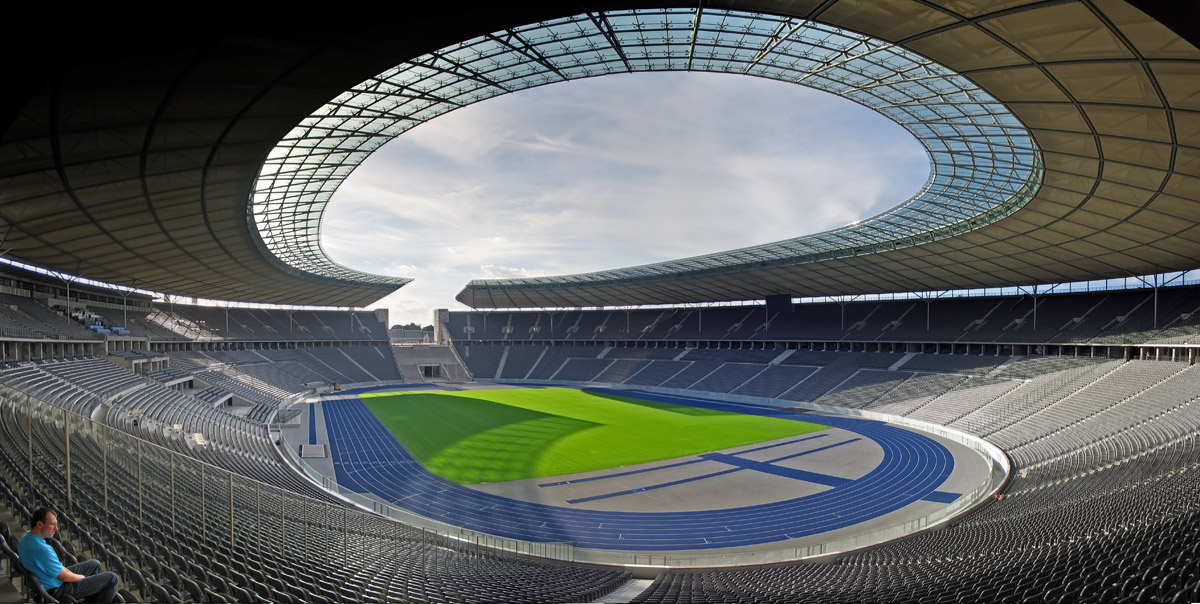
Olympiastadion ở Berlin sẽ tổ chức trận chung kết.

Tất cả các lần rút thăm thường được tổ chức vào tối Chủ Nhật sau mỗi vòng (trừ khi có thông báo khác).
Các vòng đấu của giải đấu 2025–26 được lên lịch như sau:
| Vòng        | Ngày bốc thăm       | Các trận đấu                                   |
| ----------- | ------------------- | ---------------------------------------------- |
| Vòng 1      | 15 tháng 6 năm 2025 | 15–18 tháng 8 & 26–27 tháng 8 năm 2025         |
| Vòng 2      | 31 tháng 8 năm 2025 | 28–29 tháng 10 năm 2025                        |
| Vòng 16 đội | 2 tháng 11 năm 2025 | 2–3 tháng 12 năm 2025                          |
| Tứ kết      | 7 tháng 12 năm 2025 | 3–4 tháng 2 & 10–11 tháng 2 năm 2026           |
| Bán kết     | 15 tháng 2 năm 2026 | 21–22 tháng 4 năm 2026                         |
| Chung kết   | 15 tháng 2 năm 2026 | 23 tháng 5 năm 2026 tại Olympiastadion, Berlin |

## Các trận đấu
Thời gian đến ngày 26 tháng 10 năm 2025 và từ 29 tháng 3 năm 2026 là CEST (UTC+2). Thời gian từ ngày 27 tháng 10 năm 2025 tới ngày 28 tháng 3 năm 2026 là CET (UTC+1).

## Vòng 1
Lễ bốc thăm diễn ra vào ngày 15 tháng 6 năm 2025, với Owen Ansah là người bốc thăm các trận đấu. Các trận đấu diễn ra giữa các ngày 15 và 27 tháng 8 năm 2025.
| 15 tháng 8 năm 2025 | FC Gütersloh | v        | Union Berlin | Gütersloh                                                 |  |
| 18:00               |              | Chi tiết |              | Sân vận động: Heidewaldstadion Trọng tài: Jarno Wienefeld |  |

| 15 tháng 8 năm 2025 | Sonnenhof Großaspach | v        | Bayer Leverkusen | Aspach                                                       |  |
| 18:00               |                      | Chi tiết |                  | Sân vận động: WIRmachenDRUCK Arena Trọng tài: Michael Bacher |  |

| 15 tháng 8 năm 2025 | 1. FC Saarbrücken | v        | 1. FC Magdeburg | Saarbrücken                                             |  |
| 18:00               |                   | Chi tiết |                 | Sân vận động: Ludwigsparkstadion Trọng tài: Robin Braun |  |

| 15 tháng 8 năm 2025 | Arminia Bielefeld | v        | Werder Bremen | Bielefeld                                                |  |
| 20:45               |                   | Chi tiết |               | Sân vận động: Bielefelder Alm Trọng tài: Robert Hartmann |  |

| 16 tháng 8 năm 2025 | BFC Dynamo | v        | VfL Bochum | Berlin                                                      |  |
| 13:00               |            | Chi tiết |            | Sân vận động: Stadion im Sportforum Trọng tài: Felix Wagner |  |

| 16 tháng 8 năm 2025 | FK Pirmasens | v        | Hamburger SV | Pirmasens                                                     |  |
| 13:00               |              | Chi tiết |              | Sân vận động: Sportpark Husterhöhe Trọng tài: Timo Gansloweit |  |

| 16 tháng 8 năm 2025 | Eintracht Norderstedt | v        | FC St. Pauli | Hamburg                                                   |  |
| 15:30               |                       | Chi tiết |              | Sân vận động: Millerntor-Stadion Trọng tài: Eric Weisbach |  |

| 16 tháng 8 năm 2025 | Hansa Rostock | v        | TSG Hoffenheim | Rostock                                                    |  |
| 15:30               |               | Chi tiết |                | Sân vận động: Ostseestadion Trọng tài: Wolfgang Haslberger |  |

| 16 tháng 8 năm 2025 | SV Sandhausen | v        | RB Leipzig | Sandhausen                                                    |  |
| 15:30               |               | Chi tiết |            | Sân vận động: Hardtwaldstadion Trọng tài: Matthias Jöllenbeck |  |

| 16 tháng 8 năm 2025 | Bahlinger SC | v        | 1. FC Heidenheim | Bahlingen                                               |  |
| 15:30               |              | Chi tiết |                  | Sân vận động: Kaiserstuhlstadion Trọng tài: Lukas Benen |  |

| 16 tháng 8 năm 2025 | FV Illertissen | v        | 1. FC Nürnberg | Illertissen                                        |  |
| 15:30               |                | Chi tiết |                | Sân vận động: Vöhlinstadion Trọng tài: Patrick Alt |  |

| 16 tháng 8 năm 2025 | SV Hemelingen | v        | VfL Wolfsburg | Verden                                                       |  |
| 15:30               |               | Chi tiết |               | Sân vận động: Stadion am Berliner Ring Trọng tài: Nico Fuchs |  |

| 16 tháng 8 năm 2025 | VfB Lübeck | v        | Darmstadt 98 | Lübeck                                                      |  |
| 18:00               |            | Chi tiết |              | Sân vận động: Stadion Lohmühle Trọng tài: Leonidas Exuzidis |  |

| 16 tháng 8 năm 2025 | Energie Cottbus | v        | Hannover 96 | Cottbus                                                        |  |
| 18:00               |                 | Chi tiết |             | Sân vận động: Stadion der Freundschaft Trọng tài: Felix Prigan |  |

| 16 tháng 8 năm 2025 | Sportfreunde Lotte | v        | SC Freiburg | Lotte                                                            |  |
| 18:00               |                    | Chi tiết |             | Sân vận động: Stadion am Lotter Kreuz Trọng tài: Florian Lechner |  |

| 17 tháng 8 năm 2025 | FV Engers | v        | Eintracht Frankfurt | Koblenz                                                  |  |
| 13:00               |           | Chi tiết |                     | Sân vận động: Stadion Oberwerth Trọng tài: Robert Kampka |  |

| 17 tháng 8 năm 2025 | Viktoria Köln | v        | SC Paderborn | Cologne                                                   |  |
| 13:00               |               | Chi tiết |              | Sân vận động: Sportpark Höhenberg Trọng tài: Sören Storks |  |

| 17 tháng 8 năm 2025 | Atlas Delmenhorst | v        | Borussia Mönchengladbach | Oldenburg                                                  |  |
| 15:30               |                   | Chi tiết |                          | Sân vận động: Marschweg-Stadion Trọng tài: Fabienne Michel |  |

| 17 tháng 8 năm 2025 | Lokomotive Leipzig | v        | Schalke 04 | Leipzig                                                 |  |
| 15:30               |                    | Chi tiết |            | Sân vận động: Bruno-Plache-Stadion Trọng tài: Max Burda |  |

| 17 tháng 8 năm 2025 | Jahn Regensburg | v        | 1. FC Köln | Regensburg                                             |  |
| 15:30               |                 | Chi tiết |            | Sân vận động: Jahnstadion Trọng tài: Christian Dingert |  |

| 17 tháng 8 năm 2025 | Blau-Weiß Lohne | v        | Greuther Fürth | Lohne                                                       |  |
| 15:30               |                 | Chi tiết |                | Sân vận động: Heinz-Dettmer-Stadion Trọng tài: Felix Weller |  |

| 17 tháng 8 năm 2025 | ZFC Meuselwitz | v        | Karlsruher SC | Meuselwitz                                         |  |
| 15:30               |                | Chi tiết |               | Sân vận động: bluechip-Arena Trọng tài: Lars Erbst |  |

| 17 tháng 8 năm 2025 | RSV Eintracht | v        | 1. FC Kaiserslautern | Potsdam                                                           |  |
| 15:30               |               | Chi tiết |                      | Sân vận động: Karl-Liebknecht-Stadion Trọng tài: Cristian Ballweg |  |

| 17 tháng 8 năm 2025 | FC 08 Homburg | v        | Holstein Kiel | Homburg                                                    |  |
| 18:00               |               | Chi tiết |               | Sân vận động: Waldstadion Homburg Trọng tài: Assad Nouhoum |  |

| 17 tháng 8 năm 2025 | Hallescher FC | v        | FC Augsburg | Halle                                                        |  |
| 18:00               |               | Chi tiết |             | Sân vận động: Leuna-Chemie-Stadion Trọng tài: Tobias Reichel |  |

| 17 tháng 8 năm 2025 | SSV Ulm | v        | SV Elversberg | Ulm                                                  |  |
| 18:00               |         | Chi tiết |               | Sân vận động: Donaustadion Trọng tài: Richard Hempel |  |

| 18 tháng 8 năm 2025 | Preußen Münster | v        | Hertha BSC | Münster                                                 |  |
| 18:00               |                 | Chi tiết |            | Sân vận động: Preußenstadion Trọng tài: Martin Petersen |  |

| 18 tháng 8 năm 2025 | 1. FC Schweinfurt | v        | Fortuna Düsseldorf | Schweinfurt                                        |  |
| 18:00               |                   | Chi tiết |                    | Sân vận động: Sachs-Stadion Trọng tài: Timo Gerach |  |

| 18 tháng 8 năm 2025 | Dynamo Dresden | v        | Mainz 05 | Dresden                                                           |  |
| 18:00               |                | Chi tiết |          | Sân vận động: Rudolf-Harbig-Stadion Trọng tài: Florian Badstübner |  |

| 18 tháng 8 năm 2025 | Rot-Weiss Essen | v        | Borussia Dortmund | Essen                                                                |  |
| 20:45               |                 | Chi tiết |                   | Sân vận động: Stadion an der Hafenstraße Trọng tài: Frank Willenborg |  |

| 26 tháng 8 năm 2025 | Eintracht Braunschweig | v        | VfB Stuttgart | Braunschweig                    |  |
| 20:45               |                        | Chi tiết |               | Sân vận động: Eintracht-Stadion |  |

| 27 tháng 8 năm 2025 | Wehen Wiesbaden | v        | Bayern Munich | Wiesbaden                 |  |
| 20:45               |                 | Chi tiết |               | Sân vận động: Brita-Arena |  |

## Vòng 2
Các trận đấu diễn ra vào các ngày 28 và 29 tháng 10 năm 2025.

## Vòng 16 đội
Các trận đấu diễn ra vào các ngày 2 và 3 tháng 12 năm 2025.

## Tứ kết
Các trận đấu diễn ra giữa các ngày 3 và 11 tháng 2 năm 2026.

## Bán kết
Các trận đấu diễn ra vào các ngày 21 và 22 tháng 4 năm 2026.

## Chung kết
Trận đấu diễn ra vào ngày 23 tháng 5 năm 2026.